# Črešnjice
Črešnjice je naselje u slovenskoj Općini Novom Mestu. Črešnjice se nalazi u pokrajini Dolenjskoj i statističkoj regiji Jugoistočnoj Sloveniji. 

## Stanovništvo
Prema popisu stanovništva iz 2002. godine naselje je imalo 94 stanovnika.

## Šport
Od 2015. održava se Nogometni turnir na travi Črešnjice.